# Proteína de soja

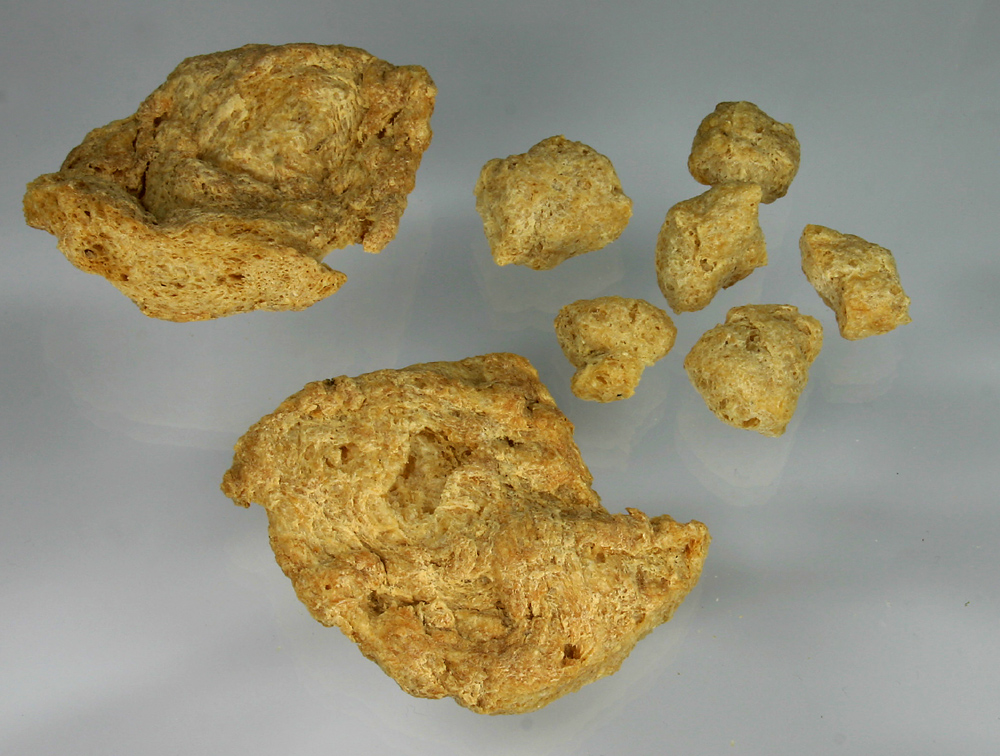
A proteína texturizada de soja é uma das formas pelas quais a proteína de soja pode ser consumida.

A proteína de soja é a proteína presente nos grãos de soja. É utilizada na alimentação humana e animal sob três formas, em grau crescente de refinamento dos grãos de soja e concentração de proteína: farinha, concentrado e isolado. Também pode ser consumida sob a forma de tofu, leite de soja, grãos de soja cozidos, tempeh, missô etc.
Comparando a proteína de soja com as demais (do trigo, do leite, dos ovos e da carne), observa-se que a proteína de soja contém maiores quantidades dos aminoácidos anabólicos, arginina e glutamina, além de apresentar grandes quantidades de aminoácidos de cadeia ramificada (isoleucina, leucina e valina). A qualidade de uma proteína é relacionada com o teor de aminoácidos, sua digestibilidade e sua capacidade de suprir os aminoácidos essenciais adequados às necessidades humanas. Ou seja, ela é uma proteína completa, de alta qualidade e digestibilidade. 
Segundo a Agência Nacional de Vigilância Sanitária (ANVISA), "o consumo diário de no mínimo 25 gramas de proteína de soja pode ajudar a reduzir o colesterol. Seu consumo deve estar associado a uma alimentação equilibrada e hábitos de vida saudáveis". Desta forma, a proteína de soja possui alegação de propriedade funcional aprovada.
Por ser de origem vegetal, a proteína de soja é uma alternativa para os vegetarianos que não consomem proteínas de origem animal, e pessoas com intolerância à lactose ou alergia à proteína do leite. Além de também poder ser consumido por pessoas que querem ter uma alimentação mais saudável.

## História
A proteína de soja já é consumida há milênios no Extremo Oriente sob a forma de diversos alimentos. Somente em 1936, no entanto, a proteína de soja foi isolada industrialmente. Nesse ano, o químico orgânico Percy Julian criou a primeira fábrica de proteína de soja (alpha protein). O principal uso da proteína industrial era, e continua sendo, a confecção de embalagens de papel, nas quais é usada para ligar os pigmentos. O método de Julian provavelmente foi a fonte da "proteína isolada de soja" que Robert Boyer e Frank Calvert, empregados de Henry Ford, usaram na confecção do famoso terno "Seda É Soja" usado por Henry Ford em ocasiões especiais. A produção diária de quarenta toneladas de proteína isolada de soja tornaria a Divisão de Produtos de Soja da companhia Glidden (uma divisão da PPG Industries) a mais lucrativa divisão da companhia.
No início da Segunda Guerra Mundial (1939-1945), a Glidden enviou uma amostra da proteína isolada de soja (proteína alfa) de Julian para a National Foam System Inc. (hoje, uma unidade da Kidde, que pertence à United Technologies Corporation), que a usou para desenvolver o Aero-foam ("espuma aérea"), usado pela Marinha dos Estados Unidos para combate a incêndio e chamada de "sopa de feijão". Embora não seja exatamente igual à criação de Julian, foi o meticuloso cuidado na criação da proteína de soja que tornou possível a criação da espuma de combate a incêndio. Quando um hidrolisado de proteína isolada de soja era exposto a uma corrente de água, a mistura se convertia em espuma. A espuma de proteína de soja era usada para apagar incêndios causados por óleo e gasolina em navios, e era particularmente útil em porta-aviões. Salvou a vida de milhares de marinheiros.
Em 1957, a Glidden se tornou a primeira empresa no mundo a produzir em grande escala a versão comestível da proteína isolada de soja.

## Tipos
A proteína de soja processada aparece nos alimentos principalmente sob três formas: farinha de soja, isolados de proteína de soja, e concentrados de proteína de soja.

### Isolados
Um isolado de proteína de soja é uma forma bem refinada de proteína de soja com um mínimo proteico de noventa por cento. É feito a partir de farinha de soja desengordurada que teve a maior parte de seu conteúdo não proteico, como gorduras e carboidratos, retirada. Por isso, tem um sabor mais neutro e causa menos flatulência que a farinha de soja. Isolados de proteína são usados principalmente para melhorar a textura de produtos de carne, mas também são usados para aumentar o conteúdo proteico, para aumentar a retenção de umidade e como um emulsificante. O isolado puro de proteína de soja é usado principalmente pela indústria de alimentos. Às vezes, é encontrado em lojas de produtos médicos. Geralmente, é encontrado combinado com outros ingredientes alimentares. 

### Concentrados
Um concentrado de proteína de soja tem, aproximadamente, setenta por cento de proteína e é, basicamente, farinha de soja desengordurada sem carboidratos solúveis em água. É obtido a partir da remoção de carboidratos solúveis em água de grãos de soja descascados e desengordurados. Um concentrado de proteína de soja retém a maior parte da fibra do grão de soja original. É amplamente usado como um ingrediente funcional em uma larga variedade de produtos alimentares, principalmente em produtos assados, cereais matinais e em alguns produtos de carne. É usado em produtos de carne para aumentar a retenção de água e gordura e para aumentar o valor nutricional (mais proteína, menos gordura). Concentrados de proteína de soja são disponíveis em diferentes formas: grânulos, farinha e secos por pulverização. Por serem altamente digeríveis, são apropriados para crianças, grávidas e idosos. Também são usados em ração animal, alimentos substitutos do leite para bebês e para o gado e em usos não alimentares.

### Farinhas
A farinha de soja é obtida moendo-se grãos de soja até obter-se um pó fino. Apresenta três formas: integral (contém gordura), desengordurada (sem a gordura) com cinquenta por cento da proteína e alta ou baixa solubilidade em água, e lecitinada (com adição de lecitina). Um exemplo de farinha de soja é o kinako, uma farinha assada de soja da culinária do Japão.

## Proteína de soja na musculação
A soja é rica em aminoácidos como a glutamina e a arginina, que ajudam na formação de músculos. A proteína isolada de soja, por possuir um valor biológico menor que outros suplementos proteicos populares, como o whey protein, é geralmente usada na musculação devido ao seu preço relativamente mais baixo ou por veganos que não ingerem alimentos de origem animal ou ainda por pessoas que têm alguma alergia a outros suplementos. 
Existem suplementos em pó que apresentam estas proteínas provenientes da soja e que podem ser de fácil manuseio e transporte. Outra opção são as bebidas à base de soja, que são fontes de proteínas, vitaminas A, C, D, E, B2, B6, B12 e ácido fólico e os minerais zinco e cálcio.
O consumo de bebidas à base de soja tem aumentado no Brasil em função da ampla variedade disponível no mercado, como, por exemplo, a combinação com sucos de frutas, que compõem as versões saborizadas.

## Ligações Externas
- «Mitos e Verdades Sobre a Soja»